# Істмійські ігри

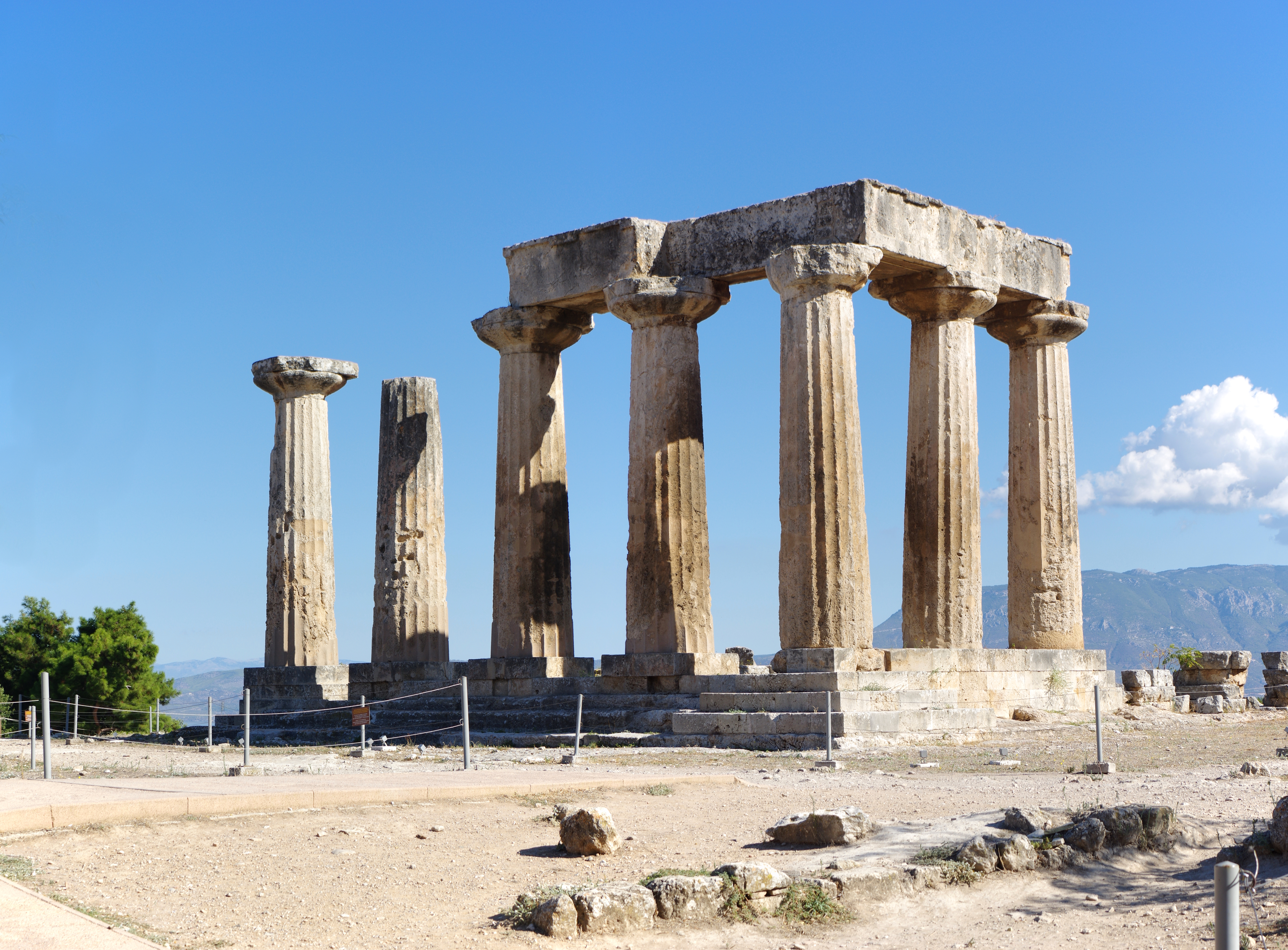
Храм Аполлона у Коринфі

Істмійські ігри (грец. Ίσθμια) — загальногрецькі змагання, які влаштовувалися на Коринфському перешийку — Істмі — навесні кожного другого й четвертого року олімпіади. За значенням Істмійські ігри посідали третє місце після Олімпійських та Піфійських.
За переказом, засновником Істмійських ігор був Посейдон, що вперше влаштував змагання на честь Мелікерта, який утопився в морі. Згідно з іншою версією, Істмійські ігри встановив Тесей на спогад про свою перемогу над Сінісом (варіант: Скіроном) і присвятив їх Посейдонові. Ця версія була вигадана для того, щоб пояснити, чому афіняни на Істмійських іграх здобували найкращі місця. Елейцям заборонялося брати участь у цих іграх.
Ігри починалися оголошенням священного перемир'я і складалися з гімнастичних та кінних змагань. За імперії до них приєдналися ще музичні змагання. Тривали Істмійські ігри кілька днів. Переможець одержував пальмову гілку й вінок, сплетений із соснового віття, а в класичну епоху — із селери. Після зруйнування Коринфа римлянами Істмійськими іграми керували сікіонці. Християнство заборонило ці ігри.
У новій літературі їх описав Йоганн-Фрідріх Шиллер у баладі «Івікові журавлі».